# 翠香路
翠香路是中國廣東省珠海市的一條道路，位于香洲區，馬路呈东西走向。东邊從凤凰北路交界开始，一直向西去到紫荆路。

## 概要及历史

### 西段
翠香路西段全長505米，宽20米，以前为水泥路面，双向两車道行驶。由1960年代建成，1969年香洲镇（现香洲区）命名至今。
2010年，翠香路西段（即凤凰路至珠海供电局路段）曾进行过道路改造，铺设沥青路面。同年11月，翠香路西段改为单向两车道行驶至今。

### 东段
翠香路东段又称翠香东路，亦于1960年代建成，道路总长度约500米，現時為瀝青路面，双向三车道行驶。西边从凤凰北路交界开始，一直向东去到情侣中路。双向沿途建筑有翠香花园、鸿福大厦、碧涛花园等。

## 途经道路
这条路的顺序是由东到西排列，其中加粗的字为主幹道：
- 松林街
- 幸福路、镜新二街
- 翠华路
- 为农街
- 穗珠路
- 紫荆路